# ألان ووكر (منتج موسيقى)
ألان والكر (بالنرويجية: Alan Walker)‏ (24 أغسطس 1997) هو دي جي وكاتب أغاني نرويجي بريطاني.

## من أعماله
- Faded : تَلاشا
- The Spectre : الشبح (السراب)
- Alone : وحيد
- Darkside : الجانب المظلم
- Force : إجبار
- Ignite : شُعلة
- Diamond Heart : قلب من الالماس
- sing me to sleep : غني لي لأغفو
- Lily : ليلي (اسم فتاة)
- On My Way : في طريقي
- unity : وحدة
- Lost control : فقدان السيطرة
- Heading Home : اتجه إلى المنزل
- Tired : مرهق
- Routine : نمط
- Alone pt ii : وحيد
- Live fast : عش بسرعة
- fake a smile : ابتسامة مزيفة
- Paradise : الجنة
- Running out of Roses : ينفد من الورود
- (The Aviation Theme) : موضوع الطيران
- Don't you hold me down : لا تحبطني
- Diamond heart : قلب الماس
- Time - Alan Walker Remix : وقت ريمكس آلان ووكر
- Believers : المؤمنين
- Sweet dreams : أحلام جميلة
- World we need to know : العالم الذي نحتاج إلى معرفته
- The drum : الطبل
- Headlights: المصابيح الامامية
- Hello World: مرحبا بالعالم
- PS5 : بلي ستيشن فايف
- Catch me if you can : امسكني ان استطعت
- Ritual :
- shut up:اصمت
- Who I am:

## روابط خارجية
- ألان وكر على موقع IMDb (الإنجليزية)
- ألان وكر على موقع ميوزك برينز (الإنجليزية)
- ألان وكر على موقع أول ميوزيك (الإنجليزية)
- ألان وكر على موقع ديسكوغز (الإنجليزية)
- الموقع الرسمي
- قناة آلان ووكر على يوتيوب
- ألان ووكر  على فيسبوك.
- ألان ووكر على تويتر.
- ألان ووكر على إنستغرام